# Margaret Blaise
Margaret Lily Blaise née Jones (30 avril 1878 - 5 août 1935) est une espérantiste britannique.

## Biographie
Margaret Blaise nait le 30 avril 1878 à Chester. Elle parle le gallois. Elle étudie en Afrique du Sud, au Royaume-Uni et en Irlande. Ceci laisse à penser qu’elle suivait son père lors de ses déplacements professionnels. En 1896, elle travaille comme secrétaire, puis, entre 1900 et 1910, comme directrice de la Yost School of Shorthand and Typewriting, une école de secrétariat. En 1904, elle apprend l’espéranto en correspondant avec J. C. O’Connor (eo), un espérantiste britannique. Elle propose alors des cours d’espéranto dans son école de secrétariat. En 1905, elle participe au premier congrès universel, durant lequel elle chante devant un public. Dès 1906, elle donne des cours dans des cafés à Liverpool. Elle fonde à Liverpool, en 1907, le premier bureau britannique d’espéranto,. Elle enseigne l’espéranto dans des écoles du soir dans différentes villes. D’après Jakob David Applebaum, Margaret Blaise est une femme impressionnante, qui dédie sans considération son temps à la propagande de l’espéranto. Son action a apporté à la Fédération locale de nombreux nouveaux espérantistes. En juin 1907, elle donnait chaque semaines quatorze cours dans des lieux différents. Elle cofonde et préside pendant trois ans la Fédération d’espéranto du Lancashire et du Chesire. En 1908, elle devient membre de Comité linguistique (eo) de l’espéranto. En 1910, elle se marie avec Paul Blaise (eo), un espérantiste belge. Le couple Blaise s’installe à Londres. Elle y enseigne l’espéranto durant des cours du soir. Elle fonde le groupe d’espéranto de Londres-Sud et la Duadimanĉa Rondo[Quoi ?]. En 1912, le couple Blaise accueille pendant dix jours l’auteur aveugle Vassili Erochenko,.

## Œuvres
- (en) The Esperanto Manual: A complete guide to the international language., 1908
- (eo) La Profitoj de Esperanto, 1909
- (en) A World Language: Why not Esperanto?[5]